# الحجاج بن يوسف الثقفي
أبو محمد الحجاج بن يوسف الثقفي (40 هـ/660 م - 95 هـ/714 م)، قائد وسياسي أموي، وُلِدَ ونَشأَ في الطائف وانتقل إلى الشام فلحق بروح بن زنباع نائب عبد الملك بن مروان فكان في عديد شرطته، 
أمره الخليفة عبد الملك بن مروان  بقِتالِ الصحابي  عبد الله بن الزبير، فزحف إلى الحجاز بجيشٍ كبيرٍ  فضرب الكعبة بالمنجنيق وقتل عبد الله وفرَّق جموعه، فولاَّه عبدُ الملك مكة والمدينة والطائف، ثم أضاف إليها العراق والثورة قائمة فيه، فانصرف إلى الكوفة في ثمانية أو تسعة رجال على النجائب، فقمع الثورة وثبتت له الإمارة عشرين عامًا.
بنى مدينة واسط ومات بها، وأجري على قبره الماء، فاندرس. وكان سَفَّاكاً سَفَّاحاً مُرْعِباً باتِّفاقِ مُعْظَمِ المُؤَرِّخِين. عُرف بـالمبير أي المُبيد.

## نسبه
هو أبو محمد الحجاج كليب بن يوسف بن الحكم بن أبي عقيل بن مسعود بن عامر بن معتب بن مالك بن كعب بن عمرو بن سعد بن عوف بن ثقيف بن مُنبّه بن بكر بن هوازن بن منصور بن عكرمة بن خَصَفَة بن قيس عيلان بن مضر بن نزار بن معد بن عدنان، الثقفي.

## نشأته
وُلِدَ في منازلِ ثقيف بمدينة الطائف، في عام الجماعة 41 هـ. وكان اسمه كُليب ثم أبدَلَهُ بالحجَّاج. وأمُّه الفارعة بنت همام بن عروة بن مسعود الثقفي الصحابي الشهيد. نشأ في الطائف، وتعلَّم القرآن والحديث والفصاحة، ثم عمل في مطلع شبابه معلم صبيان مع أبيه، يعلم الفتية القرآن والحديث، ويفقههم في الدين، لكنه لم يكن راضياً بعمله هذا، على الرغم من تأثيره الكبير عليه، فقد اشتُهِر بتعظيمه للقرآن.
كانت الطائف تلك الأيام بين ولاية عبد الله بن الزبير، وبين وِلاية الأمويين، لكن أصحاب عبد الله بن الزبير تجبَّرُوا على أهل الطائف، فقرَّر الحجاج الانطلاق إلى الشام، حاضرة الخلافة الأموية المتعثرة، التي تركها مروان بن الحكم نهباً بين المتحاربين.
قد تختلف الأسباب التي دفعت الحجاج إلى اختيار الشام مكاناً ليبدأ طموحه السياسي منه رغم بُعدِ المسافة بينها وبين الطائف، وقرب مكة إليه، لكن يُعتقد أن السَّبب الأكبر كراهته لولاية عبد الله بن الزبير.
في الشام، التحق بشرطة الإمارة التي كانت تعاني من مشاكل جمة، منها سوء التنظيم، واستخفاف أفراد الشرطة بالنظام، وقلة المجندين. فأبدى حماسةً وانضباطاً، وسارع إلى تنبيه أولياء الأمر لكل خطأ أو خلل، وأخذ نفسه بالشدة، فقربه روح بن زنباع قائد الشرطة إليه، ورفع مكانته، ورقاه فوق أصحابه، فأخذهم بالشدة، وعاقبهم لأدنى خلل، فضبطهم، وسير أمورهم بالطاعة المطلقة لأولياء الأمر.
رأى فيه روح بن زنباع العزيمة والقوة الماضية، فقدمه إلى الخليفة عبد الملك بن مروان، وكان داهية مقداماً، جمع الدولة الأموية وحماها من السقوط، فأسسها من جديد.

إذ أن الشرطة كانت في حالة سيئة، وقد استهون جند الإمارة عملهم فتهاونوا، فأهم أمرهم عبد الملك بن مروان، وعندها أشار عليه روح بن زنباع بتعيين الحجاج عليهم، فلما عينه، أسرف في عقوبة المخالفين، وضبط أمور الشرطة، فما عاد منهم تراخ ولا لهو إلا جماعة روح بن زنباع، فجاء الحجاج يوماً على رؤوسهم وهم يأكلون، فنهاهم عن ذلك في عملهم، لكنهم لم ينتهوا، ودعوه معهم إلى طعامهم، فأمر بهم، فحبسوا، وأحرقت سرادقهم. فشكاه روح بن زنباع إلى الخليفة، فدعا الحجاج وسأله عما حمله على فعله هذا، فقال إنما أنت من فعل يا أمير المؤمنين، فأنا يدك وسوطك، وأشار عليه بتعويض روح بن زنباع دون كسر أمره.

وكان عبد الملك بن مروان قد قرر تسيير الجيوش لمحاربة الخارجين على الدولة، فضم الحجاج إلى الجيش الذي قاده بنفسه لحرب مصعب بن الزبير.

ولم يكن أهل الشام يخرجون في الجيوش، فطلب الحجاج من الخليفة أن يسلطه عليهم، ففعل. فأعلن الحجاج أن أيما رجل قدر على حمل السلاح ولم يخرج معه، أمهله ثلاثاً، ثم قتله وأحرق داره وانتهب ماله، ثم طاف بالبيوت باحثاً عن المتخلفين. وبدأ الحجاج بقتل أحد المعترضين عليه، فأطاعه الجميع، وخرجوا معه بالجبر لا الاختيار.

## شخصيته
ذُكر أن الحجاج كان قبيح الوجه وصغير الجسد ، ولكن كان فصيحاً وبليغاً وخطيبا جباراً ،  وكان جبارا عنيدا مقداما على سفك الدماء بأدنى شبهة ، وكان حقودًا حسودا كما وصف نفسه وكان شديد الحرص على ان يتحد العالم الإسلامي تحت راية واحدة لعبد الملك بن مروان ، وبمراجعة سريعة على تاريخه وأفعاله يتضح للباحث بأنه كان سياسيا محنّكاً وقائداً مدبراً، وكثيراً ما استخدم المكر والخداع لكي ينتصر في حروبه.

## سيرته

### حربمكة
في 73 هـ قرر عبد الملك بن مروان التخلص من عبد الله بن الزبير، فجهز جيشاً ضخمًا لمنازلة ابن الزبير في مكة، وأمر عليه الحجاج بن يوسف، فخرج بجيشه إلى الطائف، وانتظر الخليفة ليزوده بمزيد من الجيوش، فتوالت الجيوش إليه حتى تقوى تمامًا، فسار إلى مكة وحاصر ابن الزبير فيها، وقد ضرب الكعبة بالمنجنيق حتى هدمها، وقد ذكر الإمام الذهبي ذلك في السير 4/343: أهلكه الله في رمضان سنة خمس وتسعين كهلا، وكان ظلومًا جبارًا ناصبيا خبيثا سافكا للدماء، وكان ذا شجاعة وإقدام ومكر ودهاء، وفصاحة وبلاغة وتعظيم للقرآن، قد سقت من سوء سيرته في تاريخي الكبير، وحصاره لابن الزبير بالكعبة ورميه إياها بالمنجنيق وإذلاله لأهل الحرمين، ثم ولايته على العراق والمشرق كله عشرين سنة، وحروب ابن الأشعث له وتأخيره للصلوات إلى أن استأصله الله، فنسبُّه ولا نحبه بل نبغضه في الله فإن ذلك من أوثق عرى الإيمان، وله حسنات مغمورة في بحر ذنوبه وأمره إلى الله، وله توحيد في الجملة، ونظراء من ظلمة الجبابرة والأمراء. انتهى.
وقد ذكرت تلك الواقعة أيضا في البداية والنهاية/الجزء الثامن/ثم دخلت سنة ثلاث وسبعين:-
قال الواقدي: حدثني مصعب بن نائب عن نافع مولى بني أسد - وكان عالما بفتنة ابن الزبير -.
قال: حصر ابن الزبير ليلة هلال الحجة سنة ثنتين وسبعين وقتل لسبع عشر ليلة خلت من جمادى الأول سنة ثلاث وسبعين، فكان حصر الحجاج له خمسة أشهر وسبع عشرة ليلة.
وقد ذكرنا فيما تقدم أن الحجاج حج بالناس في هذه السنة الخارجة، وكان في الحج ابن عمر، وقد كتب عبد الملك إلى الحجاج أن يأتم بابن عمر في المناسك كما ثبت ذلك في الصحيحين.
فلما استهلت هذه السنة استهلت وأهل الشام محاصرون أهل مكة، وقد نصب الحجاج المنجنيق على مكة ليحصر أهلها حتى يخرجوا إلى الأمان والطاعة لعبد الملك.
وكان مع الحجاج الحبشة، فجعلوا يرمون بالمنجنيق فقتلوا خلقا كثيرا، وكان معه خمس مجانيق فألح عليها بالرمي من كل مكان، وحبس عنهم الميرة والماء، فكانوا يشربون من ماء زمزم، وجعلت الحجارة تقع في الكعبة، والحجاج يصيح بأصحابه: يا أهل الشام الله الله في الطاعة.
أعلن الحجاج الأمان لمن سلم من أصحاب ابن الزبير، وأمنه هو نفسه، غير أن عبد الله بن الزبير لم يقبل أمان الحجاج، وقاتل رغم تفرق أصحابه عنه الذين طمعوا في أمان الحجاج[بحاجة لمصدر] فقتل. وكان لابن الزبير اثنتان وسبعون سنة، وولايته تنوف عن ثماني سنين، وللحجاج اثنتان وثلاثون سنة.

### ولاية الحجاج علىالحجاز
قتل الحجاج ابن الزبير وصلبه، وأرسل إلى أمه «أسماء بنت أبي بكر» أن تأتيه، فأبت، فأرسل إليها لتأتين أو لأبعثن من يسحبك بقرونك،
فأرسلت إليه: والله لا آتيك حتى تبعث إلي من يسحبني بقروني. فلما رأى ذلك أتى إليها فقال: كيف رأيتني صنعت بعبد الله؟
قالت: رأيتك أفسدت عليه دنياه، وأفسد عليك آخرتك،
وقد بلغني أنك كنت تعيره بابن ذات النطاقين، فقد كان لي نطاق أغطي به طعام رسول الله صلى الله عليه وسلم من النمل
ونطاق لا بد للنساء منه فانصرف ولم يراجعها.
وقيل دخل الحجاج عليها فقال: إن ابنك ألحد في هذا البيت، وإن الله أذاقه من عذاب أليم.
قالت: كذبت، كان برا بوالديه، صواما قواما، ولكن قد أخبرنا رسول الله صلى الله عليه وسلم أنه سيخرج من ثقيف كذابان، الآخر منهما شر من الأول، وهو مبير. إسناده قوي
وهذا درس في الصدع بقول الحق أمام الجبابرة، لا يقدر عليه إلا من أوتي قوة وشجاعة دين وتوكل.
بعد أن انتصر الحجاج في حربه، أقره عبد الملك بن مروان على ولاية مكة وأهل مكة. وكان وإياهم وأهل المدينة على خلاف كبير، وفي 75 هـ قدم عبد الملك بن مروان المدينة، وخطب على منبر النبي صلى الله عليه وسلم، فعزل الحجاج عن الحجاز لكثرة الشكايات فيه، وأقره على العراق.

### ولاية الحجاج علىالعراق

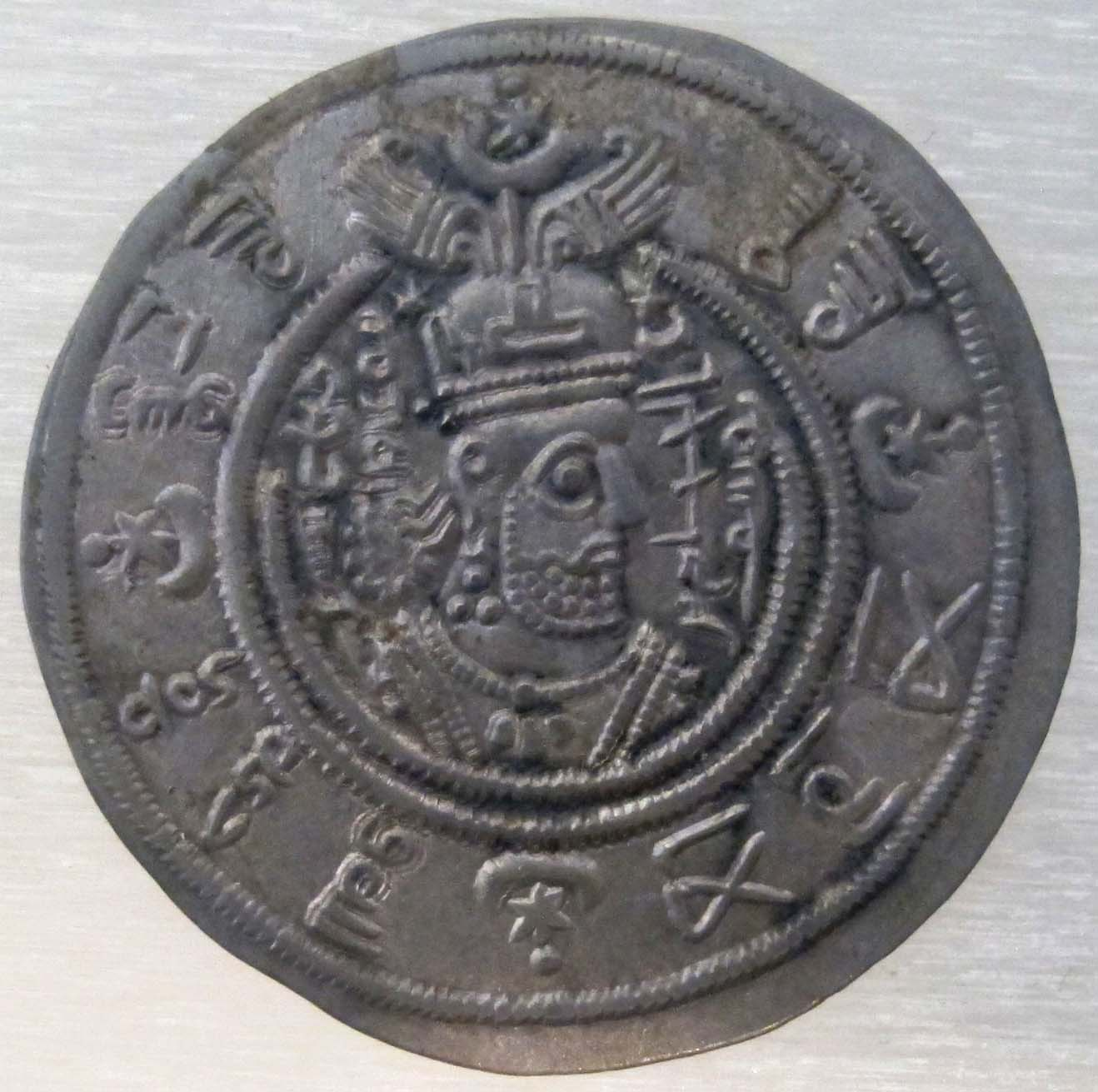
اسم الحجاج بن يوسف منقوش على العملة باللغة العربية في عام 695 م

دامت ولاية الحجاج على العراق عشرين عاماً، وفيها مات. وكانت العراق عراقين، عراق العرب وعراق العجم، فنزل الحجاج بالكوفة، وكان قد أرسل من أمر الناس بالاجتماع في المسجد، ثم دخل المسجد ملثماً بعمامة حمراء، واعتلى المنبر فجلس وأصبعه على فمه ناظراً إلى المجتمعين في المسجد فلما ضجوا من سكوته خلع عمامته فجأة وقال خطبته المشهورة التي بدأها بقول:
ومنها:
| الحجاج بن يوسف الثقفي | أما والله فإني لأحمل الشر بثقله وأحذوه بنعله وأجزيه بمثله، والله يا أهل العراق إني لأرى رؤوساً قد أينعت وحان قطافها، وإني لصاحبها، والله لكأني أنظر إلى الدماء بين العمائم واللحى. ثم قال: والله يا أهل العراق، إن أمير المؤمنين عبد الملك نثل كنانة بين يديه، فعجم عيدانها عوداً عوداً، فوجدني أمرّها عوداً، وأشدها مكسراً، فوجهني إليكم، ورماكم بي. يا أهل العراق، يا أهل النفاق والشقاق ومساوئ الأخلاق، إنكم طالما أوضعتم في الفتنة، واضطجعتم في مناخ الضلال، وسننتم سنن الغي، وأيم الله لألحونكم لحو العود، ولأقرعنكم قرع المروة، ولأعصبنكم عصب السلمة ولأضربنكم ضرب غرائب الإبل، إني والله لا أحلق إلا فريت، ولا أعد إلا وفيت، إياي وهذه الزرافات، وقال وما يقول، وكان وما يكون، وما أنتم وذاك؟. يا أهل العراق! إنما أنتم أهل قرية كانت آمنة مطمئنة يأتيها رزقها رغداً من كل مكان، فكفرتم بأنعم الله، فأتاها وعيد القرى من ربها، فاستوسقوا واعتدلوا، ولا تميلوا، واسمعوا وأطيعوا، وشايعوا وبايعوا، واعلموا أنه ليس مني الإكثار والإبذار والإهذار، ولا مع ذلك النفار والفرار، إنما هو انتضاء هذا السيف، ثم لا يغمد في الشتاء والصيف، حتى يذل الله لأمير المؤمنين صعبكم، ويقيم له أودكم وصغركم، ثم إني وجدت الصدق من البر، ووجدت البر في الجنة، ووجدت الكذب من الفجور، ووجدت الفجور في النار[ ؟ ]، وإن أمير المؤمنين أمرني بإعطائكم أعطياتكم وإشخاصكم لمجاهدة عدوكم وعدو أمير المؤمنين، وقد أمرت لكم بذلك، وأجلتكم ثلاثة أيام، وأعطيت الله عهداً يؤاخذني به، ويستوفيه مني، لئن تخلف منكم بعد قبض عطائه أحد لأضربن عنقه. ولينهبن ماله. ثم التفت إلى أهل الشام[ ؟ ] فقال: يا أهل الشام[ ؟ ]! أنتم البطانة والعشيرة، والله لريحكم أطيب من ريح المسك الأذفر، وإنما أنتم كما قال الله: "ضرب الله مثلاً كلمة طيبة كشجرة طيبة أصلها ثابت وفرعها في السماء" والتفت إلى أهل العراق فقال: لريحكم أنتن من ريح الأبخر، وإنما أنتم كما قال الله: "ومثل كلمة خبيثة كشجرة خبيثة اجتثت من فوق الأرض[ ؟ ] مالها من قرار". اقرأ كتاب أمير المؤمنين يا غلام: فقال القارئ: بسم الله الرحمن الرحيم، من عبد الله عبد الملك أمير المؤمنين إلى من بالعراق من المؤمنين والمسلمين، سلام عليكم، فإني أحمد إليكم الله، فسكتوا فقال الحجاج من فوق المنبر: "أسكت يا غلام"، فسكت، فقال:" يا أهل الشقاق، ويا أهل النفاق ومساوئ الأخلاق. يسلم عليكم أمير المؤمنين فلا تردون السلام؟ هذا أدب ابن أبيه؟ والله لئن بقيت لكم لأؤدبنكم أدباً سوى أدب ابن أبيه، ولتستقيمن لي أو لأجعلن لكل امرئ منكم في جسده وفي نفسه شغلاً، اقرأ كتاب أمير المؤمنين يا غلام"، فقال: بسم الله الرحمن الرحيم فلما بلغ إلى موضع السلام صاحوا وعلى أمير المؤمنين السلام ورحمة الله وبركاته، فأنهاه ودخل قصر الإمارة." . | الحجاج بن يوسف الثقفي |
| — الحجاج بن يوسف      | |                       |

وبين في خطبته سياسته الشديدة، وبين فيها شخصيته، كما ألقى بها الرعب في قلوب أهل العراق. ومن العراق حكم الحجاج الجزيرة العربية، فكانت اليمن والبحرين والحجاز، وكذلك خراسان[ ؟ ] من المشرق تتبعه، فقاتل الخوارج، والثائرين على الدولة الأموية في معارك كثيرة، فكانت له الغلبة عليهم في كل الحروب، وبنى واسط، فجعلها عاصمته.

### حروبالخوارج
في عام 76 هـ وجه الحجاج خمسة من قادته منهم زائدة بن قدامة الثقفي لقتال شبيب الشيباني البكري الوائلي، فكانت الغلبة لشبيب، فهزمهم جميعاً، ثم خرج «شبيب» من الموصل يريد مهاجمة الكوفة ومعه «غزالة»، وخرج «الحجّاج» من البصرة يريد الكوفة أيضاً، وأسرع «شبيب» لملاقاته قبل وصوله الكوفة، ولكن الحجّاج كان أسرع منه، فدخل الكوفة وتحصّن في قصر الإمارة خوفاً من ملاقاة «شبيب» و«غزالة»، وقد عيّره الشعراء بذلك، ومنهم عمران بن حِطّان وكان ملاحقاً من «الحجّاج»، فقال يعيّره بهروبه من اللقاء واختبائه في دار الإمارة:
ودخل «شبيب» الكوفة ومعه أمه «جهيزة» وزوجته غزالة عند الصباح، وكانت غزالة قد نذرت أن تدخل مسجد الكوفة فتصلّي فيه ركعتين، تقرأ في الأولى سورة «البقرة»، وفي الثانية سورة «آل عمران»، وهما أطول سورتين من سور القرآن الكريم، وقد جاؤوا إلى الجامع في سبعين رجلاً، فصلّت فيه غزالة ركعتين وخرجت من نذرها وهي محاطة بمظاهر التقدير والاحترام، ولكن أهل الكوفة والذين كانت حروب الحرورية قد أقلقتهم كثيراً، قالوا في تلك السنة:
وظلّ شبيب ومعه غزالة على رأس قوّة من الخوارج «الحرورية» يحاربون «الحجّاج» حتى هزموا له عشرين جيشاً في مدّة سنتين، وقد دخل «شبيب» الكوفة للمرّة الثانية على رأس ألف مقاتل ومعه «غزالة» على رأس مئتين من نساء الخوارج، وقد تقلّدن السيوف وحملن الرماح، ووصلوا إلى المسجد الجامع بعدما قتلوا حرّاسه ومن كان فيه، ونصّب «شبيب» «غزالة» على المنبر، فخطبت فيمن حضر، وقد قال «أيمن بن خريم بن فاتك الأسدي» في ذلك:
كما قال «عتبان بن وصيلة الشيباني الخارجي» يخاطب عبد الملك بن مروان مفاخراً برجال الخوارج معدّداً مناقبهم وبطولاتهم في قصيدة له، وذكر فيمن ذكر «غزالة» التي خصّها بهذا البيت من قصيدته تلك:
فأرسل عبد الملك بن مروان جيوشاً عديدةً من الشام لمحاربة قوّات شبيب وغزالة، وقد استطاعت تلك القوّات وبعد معارك عنيفة أن تنتصر على قوّات شبيب، وقد قتلت غزالة في معركة قرب الكوفة، وحمل رأسها أحد الفرسان ليأخذه إلى «الحجّاج»، ولكن «شبيب» شاهده وعرفه، فأرسل إليه أحد فرسانه فقتله وعاد بالرأس إلى «شبيب» الذي أمر بغسله وتكفينه ودفنه، وقال شبيب فوق قبرها:
| الحجاج بن يوسف الثقفي | هي أقرب إليكم رحماً. | الحجاج بن يوسف الثقفي |

أما قطري بن الفجاءة فقتل في معركة بينه وبين جيشٍ من جيوش الأمويين بقيادة «سفيان بن الأبرد الكلبي»، وكان الذي باشر قتل قطري سَوْرَة بن أبجر الدارمي، من بني أبان بن دارم. وكان ذلك سنة 78هـ. ثم أُخِذَ رأسه فجيء به إلى الحجاج. وقيل إن قتله كان بطبرستان في سنة تسع وسبعين، وقيل عَثَرَ به فرسه فاندقت فخذه فمات، فأُخِذَ رأسه فجيء به إلى الحجاج.

### ثورة ابن الأشعث
في 80 هـ ولى الحجاج عبد الرحمن بن الأشعث على سجستان، وجهز له جيشاً عظيماً للجهاد. فلما استقر ابن الأشعث بها خلع الحجاج، وخرج عليه، وكان ذلك ابتداء حرب طويلة بينهما. وفي 81 هـ قام مع الأشعث أهل البصرة، وقاتلوا الحجاج يوم عيد الأضحى، وانهزم الحجاج، فقيل كانت أربع وثمانون وقعة في مائة يوم، ثلاث وثمانون على الحجاج والباقية له. وفي 82 هـ استعرت الحرب بين الحجاج وابن الأشعث، وبلغ جيش ابن الأشعث مبلغاً كبيراً من القوة والكثرة، ثم جاءت سنة 83 هـ وفيها وقعة دير الجماجم بين الحجاج وابن الأشعث.كانت من أكثر الوقائع هولاً في تاريخ بني أمية، وكان له فيها النصر على الثوار من أصحاب ابن الأشعث. وقُتل فيها خلق كثير، وغنم الحجاج شيئاً كثيراً.

وكانت تلك معركة الفصل بين الثقفي والكندي. فيها ظفر الحجاج بكل أصحاب ابن الأشعث، بين قتيل وأسير، إلا ابن الأشعث، فقد قرر الالتجاء إلى رتبيل. إلا أن الحجاج هدد رُتبيل بغزو بلاده إن لم يسلِّمه ابن الأشعث، ووافق رتبيل شريطة ألاّ تغزى بلاده عشر سنين، وأن يؤدي بعد هذه السنين العشر مئة ألف درهم في كل سنة. أدرك ابن الأشعث أنه سيُسلّم إلى عمارة بن تميم اللخمي قائد جيش الحجاج، فتحيّن غفلة من الحرس وألقى بنفسه من فوق القصر فمات واحتز جند رتبيل رأسه وأرسلوه إلى الحجاج سنة 85 هـ، وانتهت بموته ثورة كانت من أقسى الأزمات التي واجهتها الدولة الأموية.

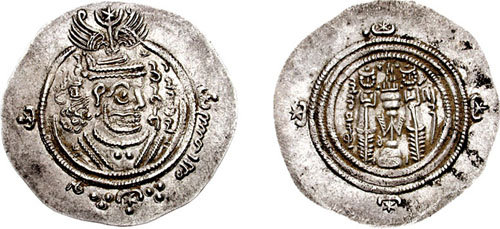
درهم عربي ساساني نقش فيه اسم الحجاج باللغة الفَهلَوِيّة

### ولايةالوليد
ثم مات عبد الملك بن مروان في 86 هـ، وتولى ابنه الوليد بعده، فأقر الحجاج على كل ما أقره عليه أبوه، وقربه منه أكثر، فاعتمد عليه. كان ذلك على كره من أخيه وولي عهده سليمان بن عبد الملك، وابن عمه عمر بن عبد العزيز. وفي ولاية الوليد هدد سليمان بن عبد الملك الحجاج إذا ما تولى الحكم بعد أخيه، فرد عليه الحجاج مستخفاً مما زاد في كره سليمان له ولمظالمه، وإذ ذاك كان قتيبة بن مسلم يواصل فتوحه في المشرق، ففتح بلاداً كثيرة في تركستان الشرقية وتركستان الغربية واشتبكت جيوشه مع جيوش الصين وكان الحجاج من سيره إلى تلك البلاد. وفي نفس الوقت قام ابن أخ الحجاج بفتح بلاد السند (باكستان اليوم).

## من مواقف الحجاج
- عن أبي بكر بن أبي خيثمة عن بحر بن أيوب عن عبد الله بن كثير قال : صلى الحجاج مرة بجانب سعيد بن المسيب قبل أن يكون الحجاج ذا منصب وسلطة فجعل يرفع قبل الإمام ويقع قبله في السجود. فلما سلم أخذ سعيد بطرف ردائه –وكان له ذكر بعد الصلاة _ ، فما زال الحجاج ينازعه بردائه، حتى قضى سعيد ذكره. ثم أقبل عليه سعيد فقال له: «يا سارق، يا خائن. تصلي هذه الصلاة؟ فوالله لقد هممت أن أضرب بهذا النعل وجهك». فلم يرد عليه. ثم مضى الحجاج إلى الحج، فعاد إلى الشام. ثم جاء نائبًا على الحجاز. فلما قتل ابن الزبير، كر راجعاً إلى المدينة نائباً عليها. فلما دخل المسجد، إذا مجلس سعيد بن المسيب. فقصده الحجاج، فخشي الناس على سعيد منه. فجاء حتى جلس بين يديه، فقال له: «أنت صاحب الكلمات؟». فضرب سعيد صدره بيده وقال: «نعم». قال: «فجزاك الله من معلم ومؤدب خيرًا. وما صليت بعدك صلاة إلا وأنا أذكر قولك». ثم قام ومضى.

## قتل سعيد بن جبير
ذكر المزي في تهذيب الكمال في أسماء الرجال أن الحجاج بعث بجنوده، وقائدهم المتلمس، يطلبون سعيد بن جبير، وقالوا له "يَا سَعِيد، حلّفنا الحجاج بالطلاق والعتاق إن نحن رأيناك لا ندعك حَتَّى نشخصك إِلَيْهِ، فمرنا بما شئت. قال: امضوا لأمركم، فإني لائذ بخالقي ولا راد لقضائه" وقدموا به "فَقَالَ: أدخلوه علي، فخرج المتلمس فَقَالَ: أستودعك الله وأقرأ عليك السلام. قال: فأدخل عليه فَقَالَ لَهُ: ما اسمك؟ قال: سَعِيد بْن جبير. قال: أنت شقي بْن كسير. قال: بل أمي كانت أعلم بإسمي منك. قال: شقيت أنت وشقيت أمك. قال: الغيب يعلمه غيرك..قال الحجاج: اختر يَا سَعِيد، أي قتلة تريد أن أقتلك؟ قال: اختر لنفسك يَا حجاج، فو الله ما تقتلني قتلة إلا قتلتك مثلها فِي الآخرة. قال: فتريد أن أعفو عنك؟ قال: إن كَانَ العفو فمن الله، وأما أنت فلا براءة لك ولا عذر. قال: اذهبوا بِهِ فاقتلوه...قال الحجاج: اذبحوه. قال سَعِيد: أما إني أشهد وأحاج أن لا إله إلا اللَّه وحده لا شَرِيك لَهُ، وأَنَّ مُحَمَّدًا عبده ورسوله، خذها مني حَتَّى تلقاني يوم القيامة. ثُمَّ دعا سَعِيد الله وَقَال: اللهم، لا تسلطه على أحد يقتله بعدي، فذبح على النطع - رحمة الله عليه، قال: وبلغنا أن الحجاج عاش بعده خمس عشرة ليلة، ووقعت الأكلة فِي بطنه، فدعا بالطبيب لينظر إِلَيْهِ، فنظر إِلَيْهِ، ثُمَّ دعا بلحم منتن، فعلقه فِي خيط ثُمَّ أرسله فِي حلقه فتركه ساعة ثُمَّ استخرجه ويد لزق بِهِ من الدم، فعلم أنه ليس بناج، وبلغنا أنه كَانَ ينادي بقية حياته: مالي ولسَعِيد بْن جبير، كلما أردت النوم أخذ برجلي".
وروى الطبري في تاريخه فقال "قال مُحَمَّد بن حاتم: حدثنا عبد الملك بن عبد الله عن هلال بن خباب قال: جيء بسعيد بن جبير إلى الحجاج فقال: أكتبتَ إلى مصعب ابن الزبير؟ قال: بل كتب إلي مصعب، قال: والله لأقتلنك، قال:إني إذا لسعيد كما سمتني أمي! قال: فقتله، فلم يلبث بعده إلا نحوا من أربعين يوما، فكان إذا نام يراه في منامه يأخذ بمجامع ثوبه فيقول: يا عدو الله، لم قتلتني؟ فيقول: ما لي ولسعيد بن جبير! ما لي ولسعيد ابن جبير!".

## وفاة الحجاج
مرض الحجاج مرضًا غريبًا يحكى عنه المؤرخون الثقات كابن خلكان
| الحجاج بن يوسف الثقفي | حيث كان مرضه بالأكلة وقعت في بطنه، ودعا بالطبيب لينظر إليها، فأخذ لحمًا وعلقه في خيط وسرحه في حلقة وتركه ساعة، ثم أخرجه وقد علق به دود كثير، وسلّط عليه الزمهرير، فكانت الكوانين تجعل حوله مملوءة نارًا وتدنى منه حتى تحرق وهو لا يحس بها | الحجاج بن يوسف الثقفي |

وقال الأصمعي: لما حضرت الحجاج الوفاة أنشد يقول:
مات الحجاج في رمضان أو شوال سنة 95 ، ولمّا مات لم يعلم أحد بموته حتى أشرفت جارية، بكت وقالت «ألا أن مطعم الطعام، ومُيتم الأيتام، ومُرمل النساء، ومفلق الهام، وسيد أهل الشام قد مات»، وكان قد أوصى يزيد بن أبي مسلم أن يُدفن سرا وأن يخفي موضع قبره، كي لا يتعرض للنبش .
ترك الحجاج وصيته، وفيها قال: بسم الله الرحمن الرحيم، هذا ما أوصى به الحجاج بن يوسف: أوصى بأنه يشهد أن لا إله إلا الله وحده لا شريك له، وأن محمداً عبده ورسوله، وأنه لا يعرف إلا طاعة الوليد بن عبد الملك، عليها يحيا وعليها يموت وعليها يبعث.. الخ.
ويروى أنه قيل له قبل وفاته: ألا تتوب؟ فقال: إن كنت مسيئاً فليست هذه ساعة التوبة، وإن كنت محسناً فليست ساعة الفزع. وقد ورد أيضاً أنه دعا فقال: اللهم اغفر لي فإن الناس يزعمون أنك لا تفعل.
دُفن في قبر غير معروف المحلة في واسط، فتفجع عليه الوليد، وجاء إليه الناس من كل الأمصار يعزونه في موته، وكان يقول: كان أبي يقول أن الحجاج جلدة ما بين عينيه، أما أنا فأقول أنه جلدة وجهي كله.

## آراء قيلت فيه
- قال الذهبي فيه:

| الحجاج بن يوسف الثقفي | أهلكه الله في رمضان سنة خمس وتسعين كهلا، وكان ظلوماً جباراً ناصبيا خبيثا سافكا للدماء، وكان ذا شجاعة وإقدام ومكر ودهاء، وفصاحة وبلاغة وتعظيم للقرآن، قد سقت من سوء سيرته في تاريخي الكبير، وحصاره لابن الزبير بالكعبة ورميه إياها بالمنجنيق وإذلاله لأهل الحرمين، ثم ولايته على العراق والمشرق كله عشرين سنة، وحروب ابن الأشعث له وتأخيره للصلوات إلى أن استأصله الله، فنسبُّه ولا نحبه بل نبغضه في الله فإن ذلك من أوثق عرى الإيمان، وله حسنات مغمورة في بحر ذنوبه وأمره إلى الله، وله توحيد في الجملة، ونظراء من ظلمة الجبابرة والأمراء | الحجاج بن يوسف الثقفي |

- روى ابن سعد عن طاووس قَالَ:

عَجِبْتُ لإِخْوَتِنَا مِنْ أَهْلِ العِرَاقِ، يُسَمُّوْنَ الحَجَّاجَ مُؤْمِناً.
قال الذهبي قُلْتُ: يُشِيْرُ إِلَى المُرْجِئَةِ مِنْهُم، الَّذِيْنَ يَقُوْلُوْنَ: هُوَ مُؤْمِنٌ كَامِلُ الإِيْمَانِ مَعَ عَسْفِهِ، وَسَفْكِهِ الدِّمَاءَ، وَسَبِّهِ الصَّحَابَةَ".
- قال الجصاص فيه:| الحجاج بن يوسف الثقفي | ولم يكن في العرب ولا آل مروان أظلم ولا أكفر ولا أفجر من عبدالملك ولم يكن في عماله أكفر ولا أظلم ولا أفجر من الحجاج وكان عبدالملك أول من قطع ألسنة الناس في الأمر بالمعروف | الحجاج بن يوسف الثقفي |
- قال ابن كثير فيه :| الحجاج بن يوسف الثقفي | وقد كان ناصبيا يبغض عليا وشيعته في هوى آل مروان بني أمية، وكان جبارا عنيدا، مقداما على سفك الدماء بأدنى شبهة وقد روي عنه ألفاظ بشعة شنيعة ظاهرها الكفر كما قدمنا | الحجاج بن يوسف الثقفي |
- قال ابن كثير فيه: | الحجاج بن يوسف الثقفي | كان فيه شهامة عظيمة وفي سيفه رهق (الهلاك والظلم)، وكان يغضب غضب الملوكِ...وقال أيضاً: وكان جباراً عنيداً مقداماً على سفك الدماء بأدنى شبهة، وقد روي عنه ألفاظ بشعة شنيعة ظاهرها الكفر، فإن كان قد تاب منها وأقلع عنها، وإلا فهو باق في عهدتها ولكن يخشى أنها رويت عنه بنوع من زيادة عليه...،وكان يكثر تلاوة القرآن ويتجنب المحارم، ولم يُشتهر عنه شيء من التلطخ بالفروج، وإن كان متسرعاً في سفك الدماء. فلا نكفر الحجاج، ولا نمدحه، ولا نسبه ونبغضه في الله بسبب تعديه على بعض حدود الله وأحكامه، وأمره إلى الله. | الحجاج بن يوسف الثقفي | كما أن ابن كثير تحدث عن بعض من عينهم الحجاج وكانوا ذوي سمعة طيبة مثل عروة بن المغيرة بن شعبة حيث ولي إمرة الكوفة.

ملاحظة : الحجاج بن يوسف أول من سأل عن عدد حروف القرآن

### وصف تاريخي
كان الحجاج بن يوسف بليغاً فصيحاً، محباً للشعر كثير الاستشهاد به، مُعظماً للقرآن الكريم وآياته، كريماً، شجاعاً، وله مقحمات عظام وأخبار مهولة.
| الحجاج بن يوسف الثقفي | إن الحجاج عذاب الله، فلا تدفعوا عذاب الله بأيديكم، ولكن عليكم بالاستكانة والتضرع، فإنه تعالى يقول ((وَلَقَدْ أَخَذْنَاهُم بِالْعَذَابِ فَمَا اسْتَكَانُوا لِرَبِّهِمْ وَمَا يَتَضَرَّعُونَ))، سورة المؤمنون آية 76. | الحجاج بن يوسف الثقفي |
| — الحسن البصري        | |                       |

### الحجاج وأهل العراق والشام
العلاقة بين الحجاج وأهل العراق هي من أكثر العلاقات تعقيداً وطرافة، ومن أكثرها ترويعاً في التاريخ الإسلامي، فالحجاج وُلي على العراق كارهاً لأهلها، وهُم له كارهون، واستمرت العلاقة بينهما بالإجبار.

كان الحجاج دائم السب لأهل العراق في خطبه، فكثيرة خطبه التي يذكر فيها أهل العراق بشكل سيئ، والتي يرى فيها العراقيون إساءة إلى اليوم.

فدائماً كان يذكرهم:

«يا أهل العراق، يا أهل الشقاق والنفاق....» إلى آخر خطبه، والتي يمعن فيها في ذكر صفاتهم: 

«فإنكم قد اضجعتم في مراقد الضلالة...»، وغير ذلك من الخطب الكثيرة فيهم، كراهة منه لهم.

ومن ذلك أنه لما أراد الحج[ ؟ ] استخلف ابنه محمد عليهم، وخطب فيهم أنه أوصى ولده بهم بغير وصية الرسول في الأنصار، أن يقبل من محسنهم ويتجاوز عن مسيئهم، فقد أوصاه ألا يقبل من محسنهم، ولا يتجاوز عن مسيئهم، وقال لهم: أعلم أنكم تقولون مقالة لا يمنعكم من إظهارها إلا خوفكم لي، لا أحسن الله لك الصحابة، وأرد عليكم: لا أحسن الله عليكم الخلافة.

وأنهم شمتوا به يوم فُجع بولده محمد، وأخيه محمد في نفس اليوم، فخطب فيهم متوعداً إياهم.

ومن ذلك أنه مرض فشاع بين الناس موته، فخرج أهل العراق محتفلين بموته، غير أنه قام من مرضه ليخطب فيهم خطبة قال فيها: «وهل أرجو الخير كله إلا بعد الموت»
أما أهل الشام فكانوا أكثر الناس محبة للحجاج، وأكثرهم نصرة له، وبكاء عليه بعد مماته، وقيل أنهم كانوا يقفون على قبره فيقولون رحم الله أبا محمد.
وكان الحجاج محباً لهم، دائم الإشادة بخصالهم، والرفع من مكانتهم، وكان كثير الاستنصار بهم، ومعظم جيشه كان منهم، وكان رفيقاً بهم.

## ميراث الحجاج
بنى الحجاج واسط، وسير الفتوح لفتح المشرق، خطط الدولة وحفظ أركانها قامعاً كل الفتن.

غير أن الحجاج خلف أيضاً ميراثاً من الظلم وسفك الدماء لم يسبق له مثيل.

كما خلف في قلوب الناس، حتى الأمويين، كرهاً له وحقداً عليه لأفعاله، ومنها حرب ابن الزبير وقتله إياه في مكة، وما فعله في وقعة دير الجماجم.

وحقد عليه الخوارج لعظيم فعله بهم، والشيعة لعدم احترامه آل البيت.
بقي ميراث الحجاج حياً إلى الآن، فلا يزال موضع حرب وتطاحن بين المختلفين، ولا تزال الأخبار المختلقة تخالط سيرته، ولا زال يُلعن ويُسب. ويراه الباحثون في التاريخ السياسي نموذجاً للطاغية الظالم سفاك الدماء.

## مذهبه في الحكم
كان الحجاج يرى بتكفير الخارج على السلطان وطرده من الملة، لذلك كان يرى ما يفعله تقرباً لله يرجو به الأجر. وهذا تناقض في فعل الحجاج بين قتله المتقين من الناس من أمثال سعيد بن جبير وبين أعمال الخير التي قام بها كالفتوحات وتعظيم القرآن وتنظيم أمور المسلمين.
قيل بعد موته أن رجلاً رفض الصلاة خلف إمام من الخوارج، فقال له أحد أئمة البصرة: إنما تصلي لله ليس له، وإنما كنا نصلي خلف الحروري الأزرقي. قال: ومن ذاك؟ قال: الحجاج بن يوسف، فإنك إن خالفته سماك كافراً وأخرجك من الملة، فذاك مذهب الحرورية الأزارقة.

## الحجاج في الذاكرة
كان للحجاج الكثير من المواقف والحكم، والحكايات الشهيرة، والأقوال الفصيحة، والرسائل، والخطب، والتوقيعات، وله مجموعة أشعار متفرقة. فقصص الحجاج وأخباره كثيرة جداً، وموجودة في كتب التاريخ، ما يدل على عظم نفوذه، ولا زالت أقواله باقية إلى اليوم، ومذهبه في الحكم باق إلى اليوم. وقيلت فيه الكثير من الأبيات بعد موته، والتي تذمه، كما قيل في حياته.
كما دخل الحجاج في القصص الشعبي، والمخيلة الشعبية، فظهر جشعاً طماعاً خاطف نساء في حكايات ألف ليلة وليلة، كما صورته المخيلة الشعبية بصور بشعة التي كانت تكتب من قبل الشعوبيين تلك الفترة وتسلط عليهم الحجاج لبدعهم وتحريفهم في الدين الإسلامي.
روى المؤرخ ابن سعد في كتابه الطبقات الكبير (6/66) أن الحجاج قال واصفا نفسه: «ما أعلم اليوم رجلاً على ظهر الأرض هو أجرأ على دم مني»

## في الثقافة
- مسلسل الحجاج بن يوسف الثقفي قام بدور الحجاج الفنان عابد فهد.
- مسلسل فارس بني مروان قام بدور الحجاج الفنان محتسب عارف.
- مسلسل المهلب بن أبي صفرة قام بدور الحجاج الفنان يامن حجلي.
- مسلسل عمر بن عبد العزيز قام بدور الحجاج الفنان عبد الرحمن أبو زهرة.
- رواية الحجاج بن يوسف لجورجي زيدان.